# Tamagoči
Tamagoči (hiragana: たまごっち - Hepburn: tamagotchi) je digitalni hišni ljubljenček, katerega avtor je Akihiro Yokoi, izdelali pa sta ga japonski podjetji WiZ Co. Ltd., and Aki Maita of Bandai Co. Ltd. Igrača je prvič prišla na japonsko tržišče leta 1996, kamor ga je uvrstila družba Bandai. Do leta 2008 je bilo prodanih 70 milijonov tamagočijev. Večina tamagočijev je izdelanih v obliki majhnih jajcu podobnih računalnikov z uporabniškim vmesnikom, ki ima navadno tri gumbe (to število se lahko glede na model tudi razlikuje).  
Kot navaja Bandai, je tamagoči zloženka dveh besed; združuje japonsko besedo たまご (tamago), kar pomeni »jajce« in angleško besedo »watch« (ročna ura).